# Halskragen (Altes Ägypten)

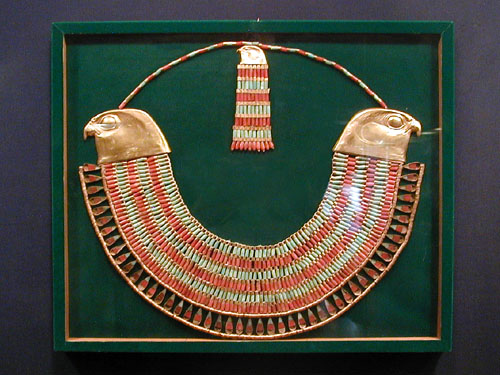
Falkenhalskragen der Neferuptah.

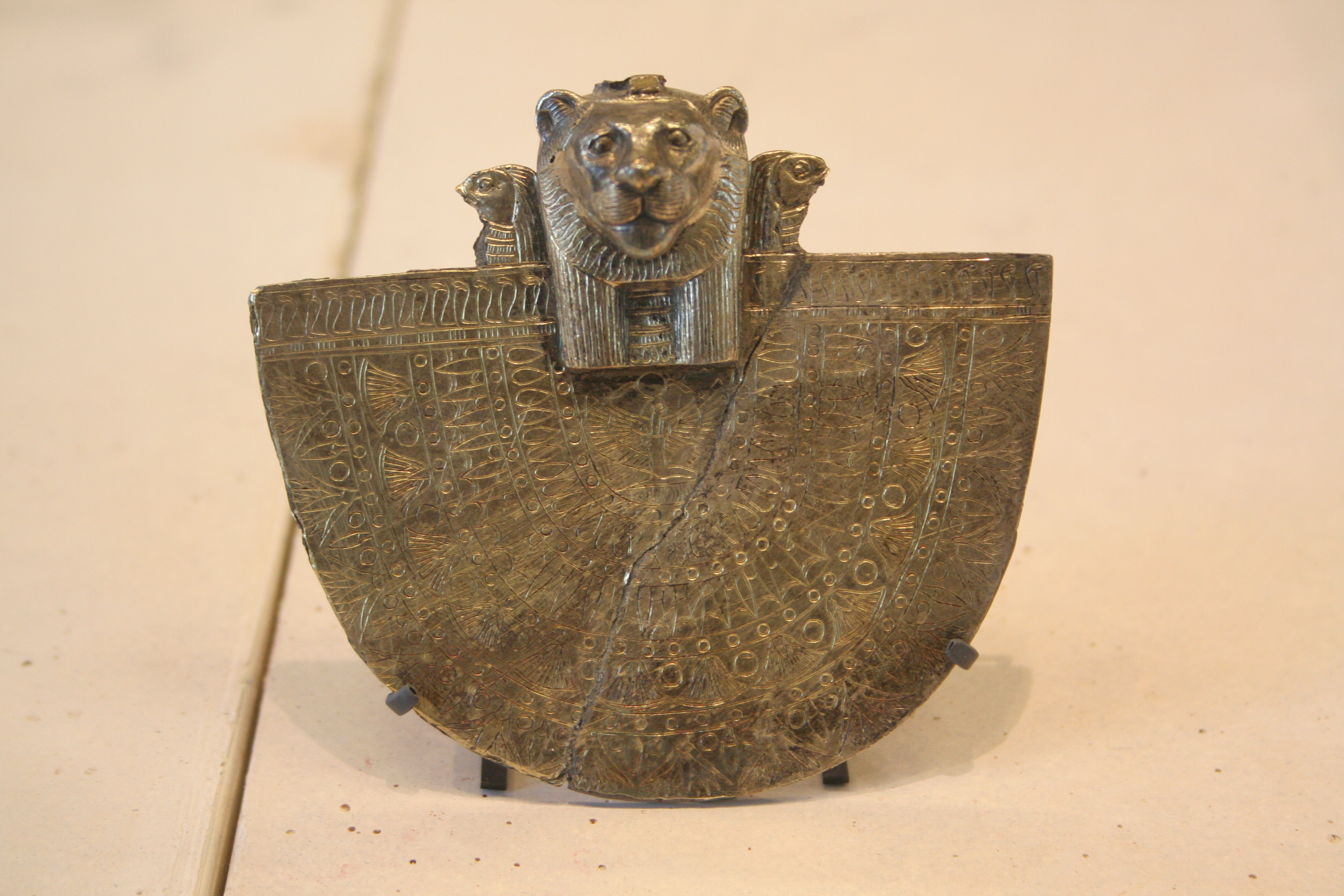
Ägis:Löwenkopf mit Halskragen.

Der Halskragen ist ein typischer altägyptischer Halsschmuck. Es handelt sich dabei meist um einen breiten Kragen, der aus mehreren Perlenschnüren besteht und an dessen Enden sich verschiedene Symbole befinden können. Dazu gehören meist Falkenköpfe, Geier mit ausgebreiteten Schwingen und Falken oder Uräusschlangen.

## Entwicklung
Die Halskragen war anfangs ein Zierstück, mit dem der König seine Beamten belohnte und der Gutsherr seine Untergebenen. Seit dem Mittleren Reich gehörten die Halskragen zur Totenausstattung und wurden auf Gerätefriesen von Särgen dargestellt. Bis in die Spätzeit finden sich Kragen mit Falkenköpfen an mumienförmigen Särgen. Seit der Spätzeit gab es im Totenbuch einen eigenen Spruch „Halskragen von Gold, der am Tage der Beerdigung an den Hals des Verklärten gelegt wird“ (Spruch 158).
Auf späteren Figuren hielt die Göttin Bastet den Halskragen als Schild vor der Brust, zudem trugen auch die Katzen der Bastet die Ägis als Halsschnur. Aus diesen Bastet-Figuren hat sich wahrscheinlich die (irrtümliche) Bezeichnung Ägis abgeleitet, denn mit dem Begriff wurde ursprünglich der Schild der griechischen Götter Zeus und Athene bezeichnet.
Mit Chenu ist ein Halskragenknüpfer aus dem Alten Reich namentlich bekannt.

## Bedeutung
Der Halskragen diente vor allem als Schutzsymbol und wurde auch oft bei Sprüchen zum Ritual der Mundöffnung und bei der Bekleidung des Götterbildes rezitiert. Im Abydostempel von Sethos I. gibt es in der Kammer des Re-Harachte eine Darstellung, in der der König einen Halskragen mit Brusttafel als Bekleidung für ein Götterbild darbringt. Wahrscheinlich gehörte dieses Ritual zum allmorgendlichen Gottesdienst. Der Halskragen erinnerte vielleicht auch an den Gott Atum, der seine Arme um Schu und Tefnut breitete, um ihnen seinen Ka mitzuteilen. Das Umlegen des Kragens war damit gleichbedeutend wie das Umfassen durch göttliche Arme. Er hatte somit die gleiche Bedeutung wie der Geier mit ausgebreiteten Flügeln auf dem Sarkophag von Thutmosis I.

## Weitere Formen
Weiterhin gab es ab dem Neuen Reich Halskragen als Amulette (modern mit dem griechischen Begriff Ägis bezeichnet), die den Kopf eines Gottes, eines heiligen Tieres oder des Königs tragen, wobei in dieser Form eher weibliche Gottheiten überwogen. Vereinzelt wurde auch ein Götterpaar gezeigt, z. B. Onuris und Tefnut vereinigt. Die Kragen fanden sich aber nicht nur bei Mumien, sondern auch als Kettenglieder oder Besatzstücke von Finger- und Ohrringen. Zudem existierten kleine Nachbildungen als Amulette für Tote.
Ursprünglich fanden sich Götterköpfe über Brustkragen bereits auf Götterstäben sowie Vorder- und Hintersteven von Götterbarken. Die Ägis war somit eigentlich nur ein Götterbild und der Kragen nur ein Zusatz. Bei geweihten Gottheiten erhielt der Kragen gelegentlich einen Menit-Griff und diente möglicherweise sogar als Kultinstrument.